# Ľudovít Dobrík
Ľudovít Dobrík (* 25. srpen 1910 Hronec – 8. března 1977 Bratislava) byl dělník a funkcionář KSČ.

## Životopis
Pocházel z dělnické rodiny. Vyučil se zámečníkem. Dělník v železárnách, v letech 1948–1950 předseda ONV v Brezně, pracovník ÚV KSS a Kontrolní a revizní komise KSS (1950–1971). Člen a funkcionář Komunistického svazu mládeže Československa, Rudých odborů, KSČ. Organizátor politických, kulturních a tělovýchovných akcí, bojů za sociální a politická práva pracujících. Spoluorganizátor protifašistického odboje a SNP v Podbrezové a okolí, místopředseda RNV v Hronci. Po ústupu SNP příslušník partyzánského oddílu.